# رعنان نعيم
رعنان نعيم (بالعبرية: רענן נעים) (31 ديسمبر 1935 - 7 سبتمبر 2009) كان سياسيًا إسرائيليًا شغل منصب عضو في الكنيست لتحالف معراخ من 1981 إلى 1984.

## السيرة الشخصية
ولد نعيم في بنغازي في ليبيا في عام 1935، وهاجر لإسرائيل في عام 1949 ثم حضر المدرسة العبرية التي وضعها اللواء اليهودي، وكذلك المدرسة الزراعية بن شيمن وبيت بيرل. كما عمل مدربًا زراعيًا في كفار هوشن، وفي عام 1963 كان نعيم من بين الأشخاص الذين أعادوا تأسيس موشاف راموت نفتالي. لقد شغل منصب سكرتير المنظمة الشرائية لجبل موشافيم، وكذلك مدير حركة الموشافات في منطقة الجليل.
في انتخابات عام 1981 تم انتخابه لعضوية الكنيست على قائمة معراخ، وعمل في لجنة الشؤون الاقتصادية، ثم فقد مقعده في انتخابات عام 1984. وفي انتخابات عام 1988، ترأس حزبًا جديدًا، حركة الموشافات، لكنه فشل في تجاوز العتبة الانتخابية.
توفي عام 2009 عن عمر يناهز 73 عامًا.